# کتابخانه عمومی شماره یک آستارا
کتابخانه عمومی شماره یک آستارا (به نام پیشین: قرائت‌خانه آستارا) یکی از قدیمی‌ترین کتابخانه‌های تأسیس شده در ایران می‌باشد که در سال ۱۳۰۲ در آستارا تأسیس شده‌است ولی اطلاعات ثبتی این کتابخانه در نهاد کتابخانه‌های عمومی کشور، تاریخ تأسیس را سال ۱۳۰۳ ذکر کرده‌است. با اهدای یک هزار جلد کتاب قدیمی و نفیس توسط دو خانواده خیر، بخش مفاخر شهرستان آستارا در این کتابخانه ایجاد شده‌است.

## تاریخچه
کتابخانه عمومی شماره یک آستارا در سال ۱۳۰۲ به نام قرائت خانه توسط افراد خیر و فرهنگ دوست آستارا تأسیس و در گذر زمان به کتابخانه عمومی تبدیل شد. به دلیل فرسودگی بنای کتابخانه مسئولان امر درصدد نوسازی بنا برآمدند که در سال ۱۳۸۶ با همکاری شهرداری شهر و اداره کل کتابخانه‌های استان گیلان، کتابخانه عمومی شماره یک آستارا به داخل باغ ملی شهر، روبروی گمرک انتقال یافت و در آن مکان ساخته شد.

## اطلاعات کتابخانه
طبق آمار ۱۳۸۲ در استان گیلان ۵۵ کتابخانه عمومی دولتی وجود دارد که در مجموع حدود ۲۱۳٬۴۹۸ جلد کتاب، به غیر از نشریه‌های ادواری، دارند. تعداد اعضای آن‌ها طبق آمار ۷۲۸٬۵۴ نفر است. قدیمی‌ترین این کتابخانه‌ها کتابخانه عمومی شماره ۱ شهر آستارا است که در ۱۳۰۳ توسط گروهی از مردم این شهر تأسیس شد و در ۱۳۴۵ به مالکیت وزارت فرهنگ و هنر وقت درآمد. هم‌اکنون این کتابخانه بیش از ۱۵۰۰۰ جلد کتاب دارد.
- تعداد منابع موجود کتابخانه: ۱۰۴۰۹ / ۱۲۲۵۸ نسخه
- تعداد اعضاء فعال کتابخانه: ۷۸۳
- تعداد مراجعان در طول سال: ۸۶۴۰
- تعداد کتب امانت داده شده در طول سال: ۹۰۰۰ جلد
- امکانات موجود: مخزن کتاب / سالن مطالعه مناسب / کافی نت / نمایه نشریات / بخش نشریات/ استفاده اعضای کتابخانه از طرح کتاب من[۱]